# Moderna Museet

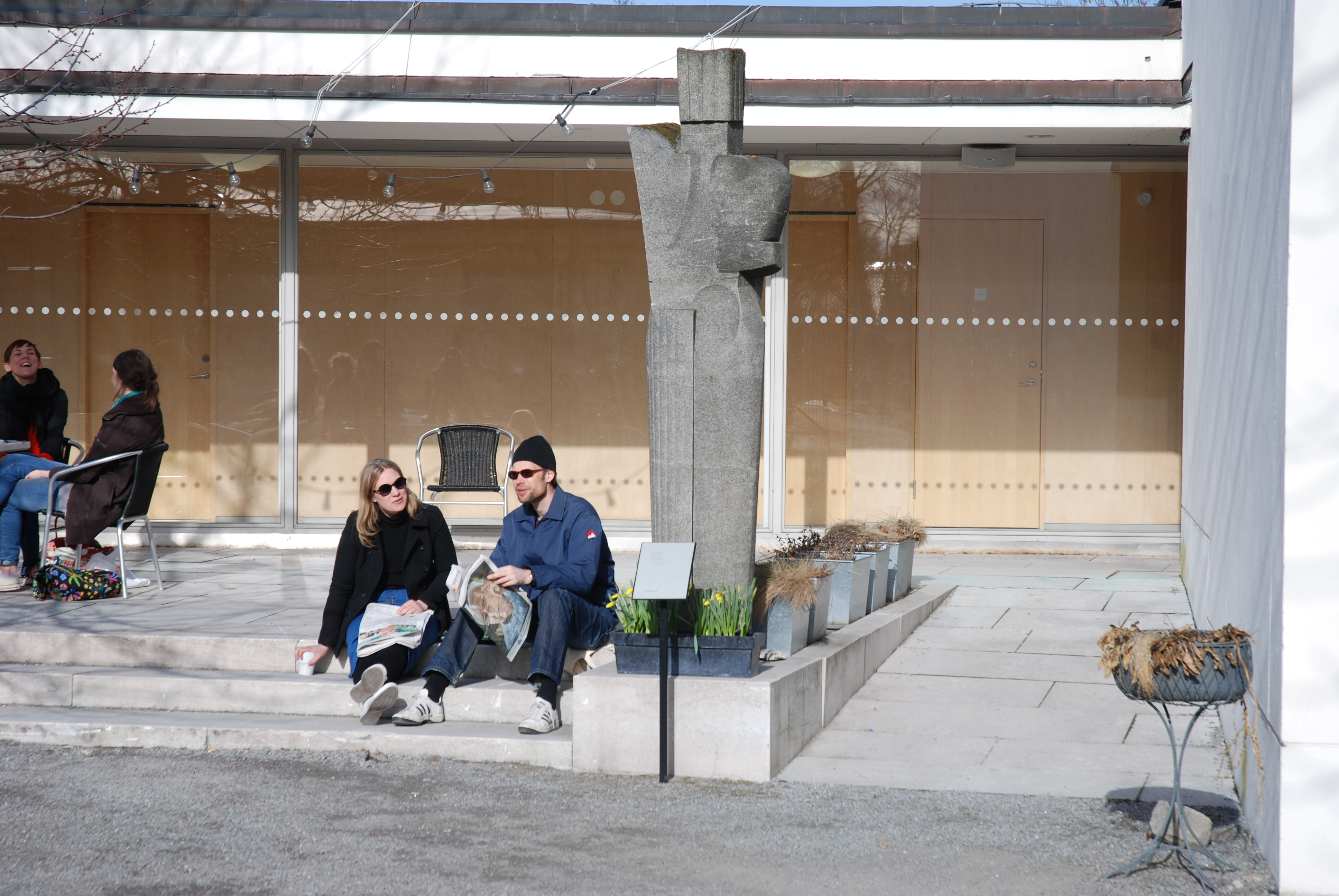
Monomentalfigur av Christian Berg utanför entrén.

Moderna Museet (formellt Moderna Museet i Stockholm) är ett museum för svensk, nordisk och internationell modern och samtida konst i Stockholm. I samlingarna finns nutida måleri, skulptur, fotografi och konstfilm från 1900 och framåt, och vad gäller fotografier även från omkring 1840.
Museet drivs av myndigheten med samma namn och etablerades 1958 som en separat institution från Nationalmuseum, där modern konst hade visats fram till dess. Moderna Museet har utvecklats till ett framstående museum i Sverige och hade 385 000 besökare år 2023.

## Museets verksamhet
Moderna Museet ligger på Skeppsholmen i Stockholm. Sedan 2009 har museet också en filial i Malmö.
Museet drivs av en statlig förvaltningsmyndighet med samma namn och har enligt sin instruktion till uppgift att samla, bevara, visa och förmedla 1900- och 2000-talskonsten i alla dess former. Moderna Museet ska främja internationella kontakter genom samarbete med institutioner utanför Sverige i form av turnerande utställningar, och ska även svara för det svenska deltagandet vid internationella konstbiennaler. Moderna Museet är även ett centralmuseum, med nationellt ansvar inom sitt område.
Moderna Museet arrangerar i både Stockholm och Malmö flera större utställningar varje år, en mängd medelstora och mindre utställningar.

## Historik

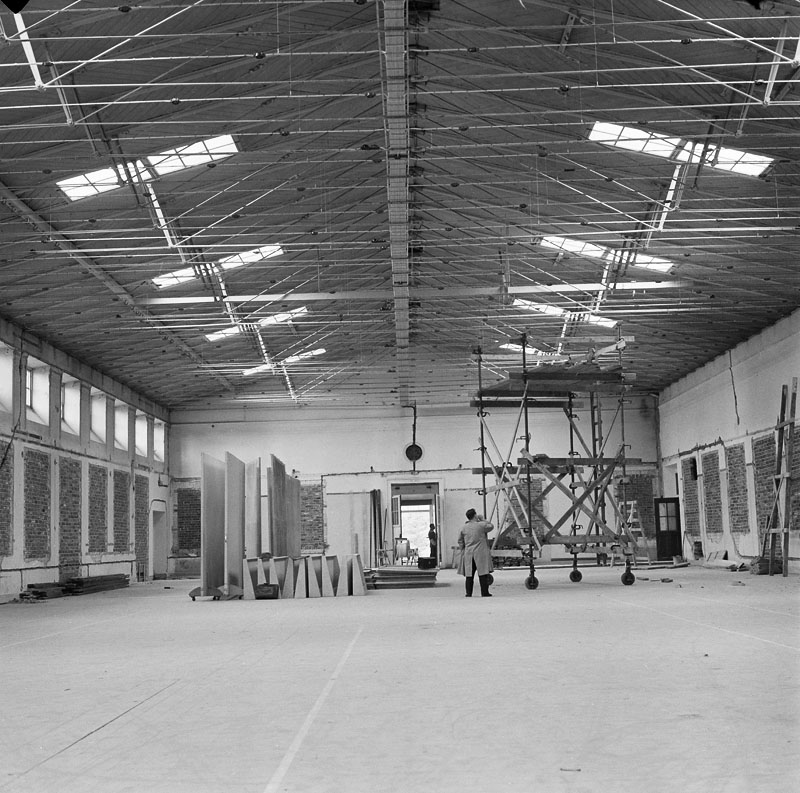
Exercishuset i september 1956 under förberedelserna för museets första utställning (Pablo Picassos Guernica på turné).

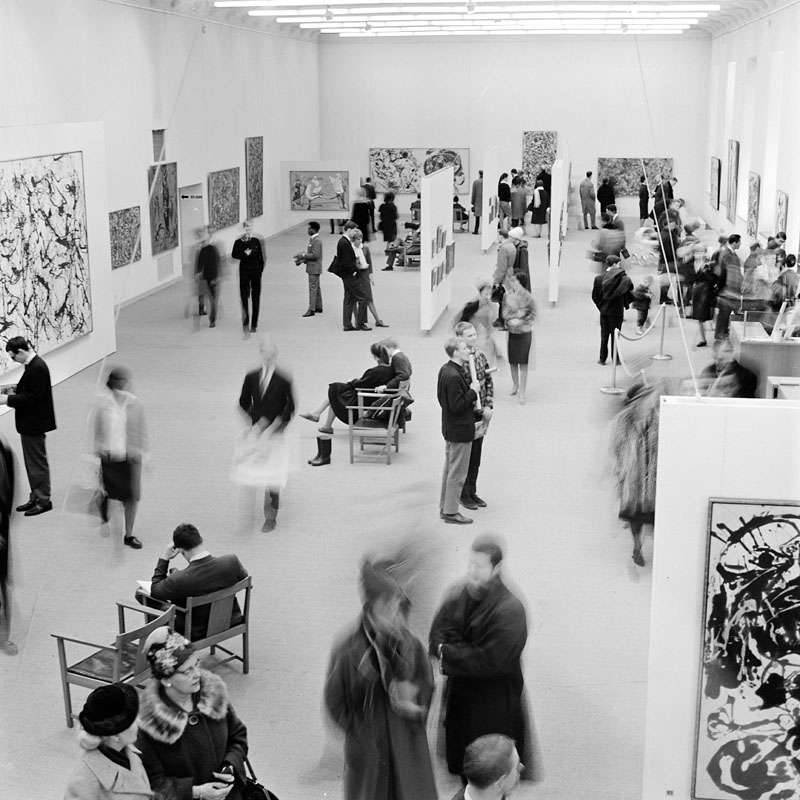
Utställning med verk av Jackson Pollock, februari–april 1963.

Moderna Museet invigdes i Exercishuset på Skeppsholmen, den 9 maj 1958. Överintendenten för Nationalmuseum, Otte Sköld påminde i sitt invigningstal om att redan 1908 hade problemet om den dagsaktuella konstens lokalfråga i Nationalmuseum tagits upp på allvar och tanken framförts på en nybyggnad för dessa samlingar. Otte Sköld fick strax före sin bortgång själv se museet förverkligat och hans engagemang för att skapa det nya museet hade varit avgörande. Tillsammans med bland annat Moderna Museets Vänner, som bildats 1953, gav han Nationalmuseums samling av 1900-talskonst ett eget hem.  Moderna Museets första utställning var om Pablo Picasso 1956 då Bo Wennberg var museets förste intendent. Museets drivande överintendenter Pontus Hultén och Olle Granath kom med sina kontakter och initiativ att fullfölja dessa intentioner under följande årtionden.
I Peter Celsings planer för Kulturhuset vid Sergels torg ingick Moderna Museet som hyresgäst. I februari 1970 lämnade dock Moderna Museet projektet och prioriterade istället utbyggda lokaler på Skeppsholmen. Åren 1971–1973 inrättades en filial i Kasern III, sedan 1995 lokal för Kungliga Konsthögskolan.
Åren 1974–1975 fördubblades lokalytan genom en utbyggad ritad av Per-Olof Olsson.
Under sent 1980-tal väcktes tankarna kring en rejäl expansion och i maj 1990 utlystes arkitekttävlingen för en ny- och ombyggnad. Moderna Museet skulle flytta in i de nybyggda lokalerna medan Exercishuset skulle tas över av Arkitekturmuseet.
I Rafael Moneos vinnande förslag skulle tillbyggnaden från 1975 rivas och ersättas av en betydligt större husvolym som sträckte sig i nordvästlig riktning längs med Tyghuset/Östasiatiska museet.

### Konstkuppen på Moderna Museet
Den 8 november 1993 skedde ett inbrott genom taket på Moderna Museet, en så kallad rififikupp. Två målningar och en skulptur av Pablo Picasso samt två tavlor av konstnären Georges Braque stals, till ett värde av nästan 500 miljoner kronor.
På sensommaren 1994 greps tre personer i Bryssel när de försökte sälja ett av de stulna verken, Picasso-målningen Kvinna med svarta ögon, värderad till 48 miljoner kronor. Vid slutet av januari 1995 avslöjades att ytterligare tre av de stulna konstverken kommit till rätta. Det var Picassos Källan, Braques Slottet, samt en skulptur av Picasso. Ett konstverket saknas fortfarande, Den vita duken även kallad Stilleben, målad av Braque 1928.

## Byggnaden
År 1994 flyttade Moderna sin verksamhet till Spårvagnshallarna på Birger Jarlsgatan medan en ny byggnad uppfördes på Skeppsholmen. Den nya byggnaden ritades av den spanske arkitekten Rafael Moneo och invigdes 1998. På grund av mögelskador var museet en tid utlokaliserat till Klarabergsviadukten 61. Den 14 februari 2004 återinvigdes museet. 

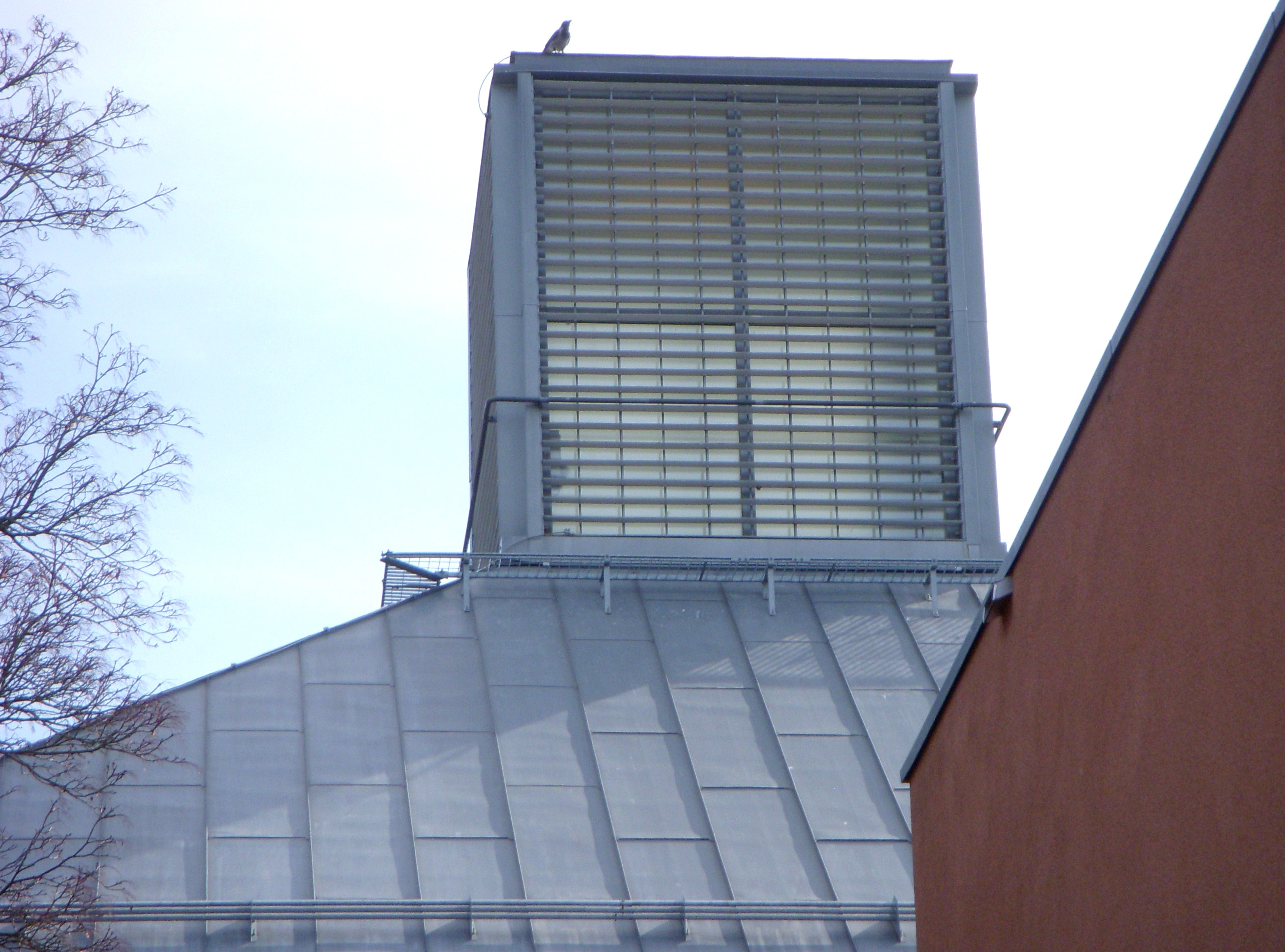
Taklanternin utifrån.
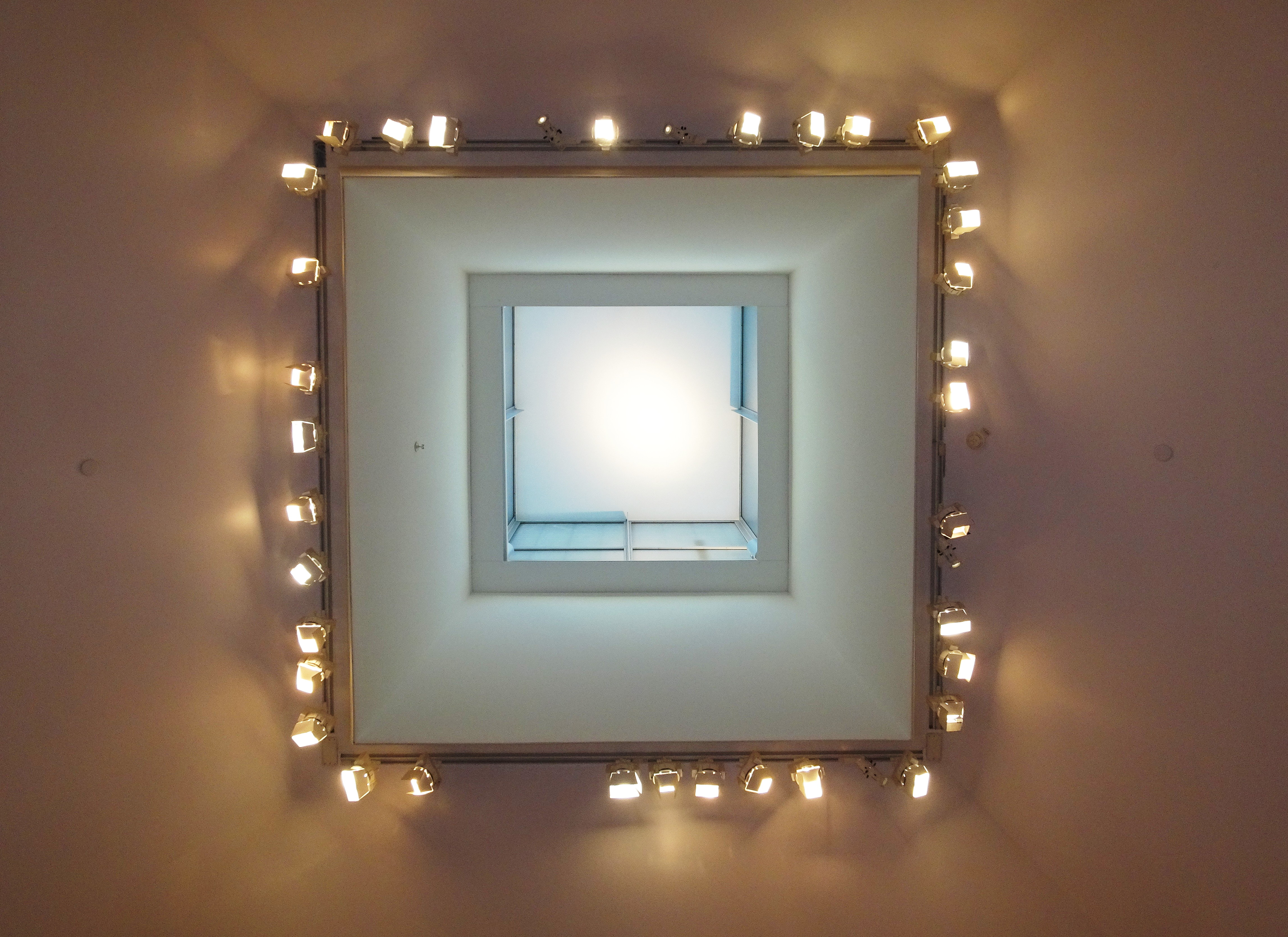
Taklanternin inifrån.
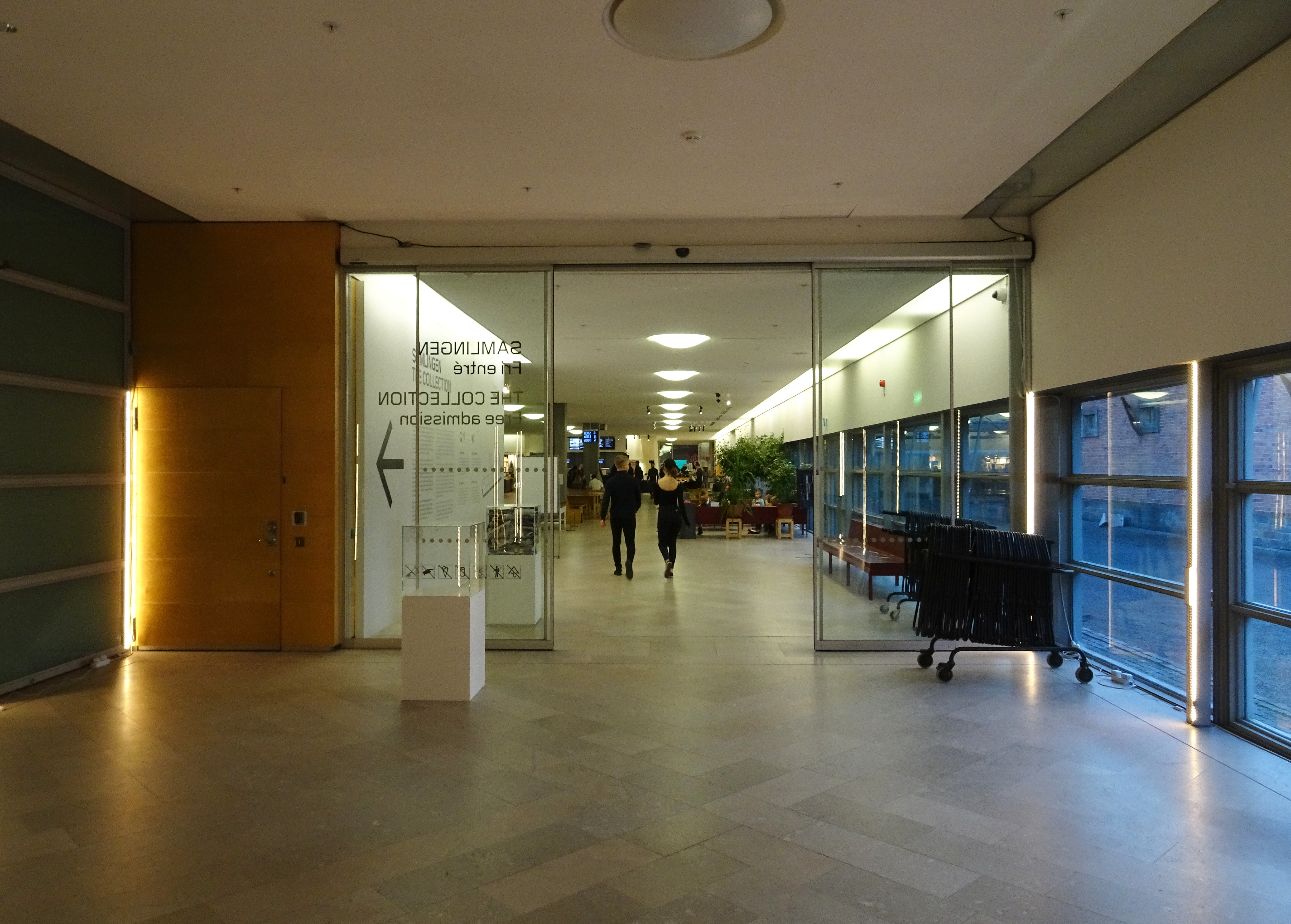
Entréhallen.
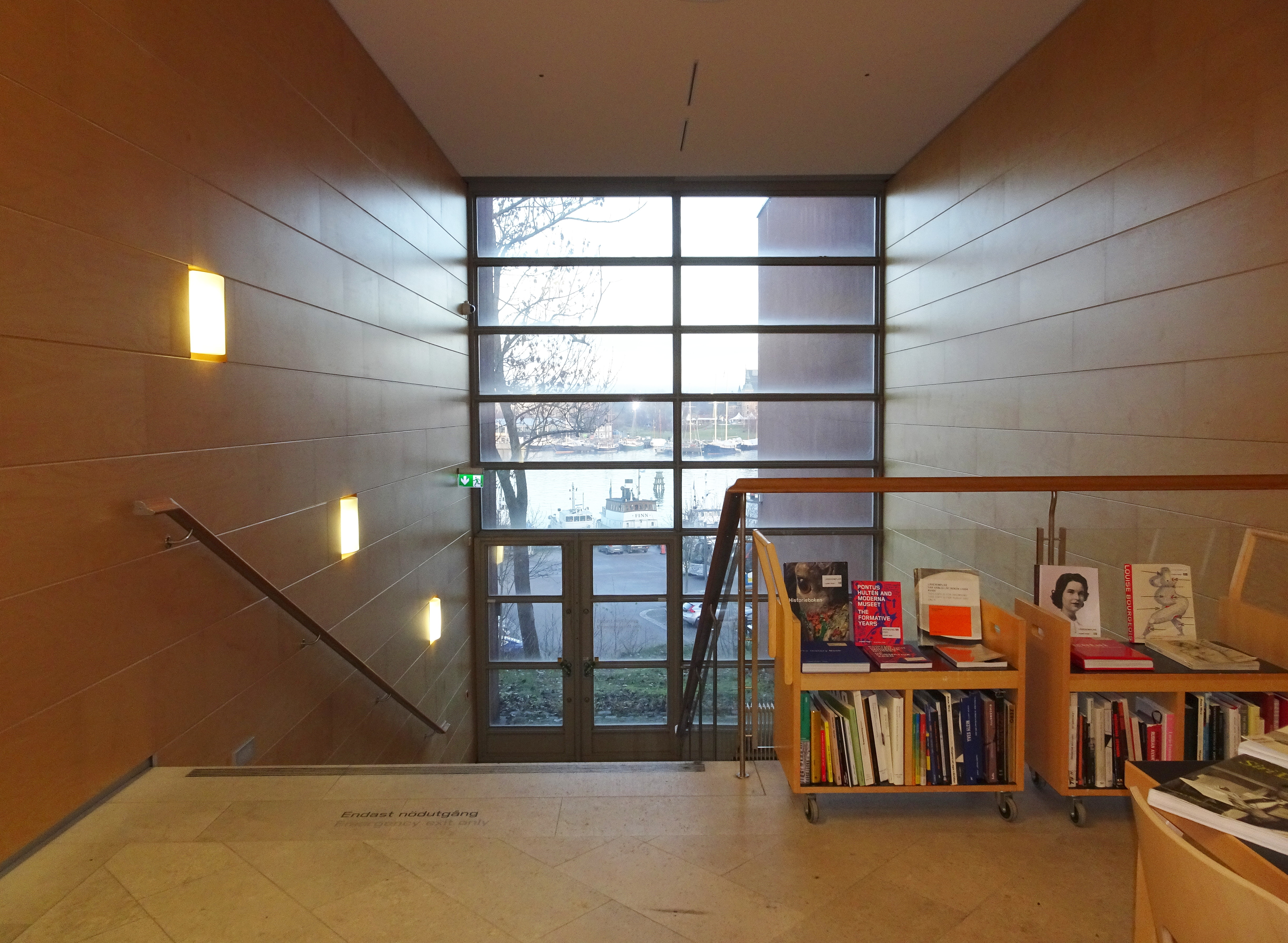
Trapphus med nödutgång.
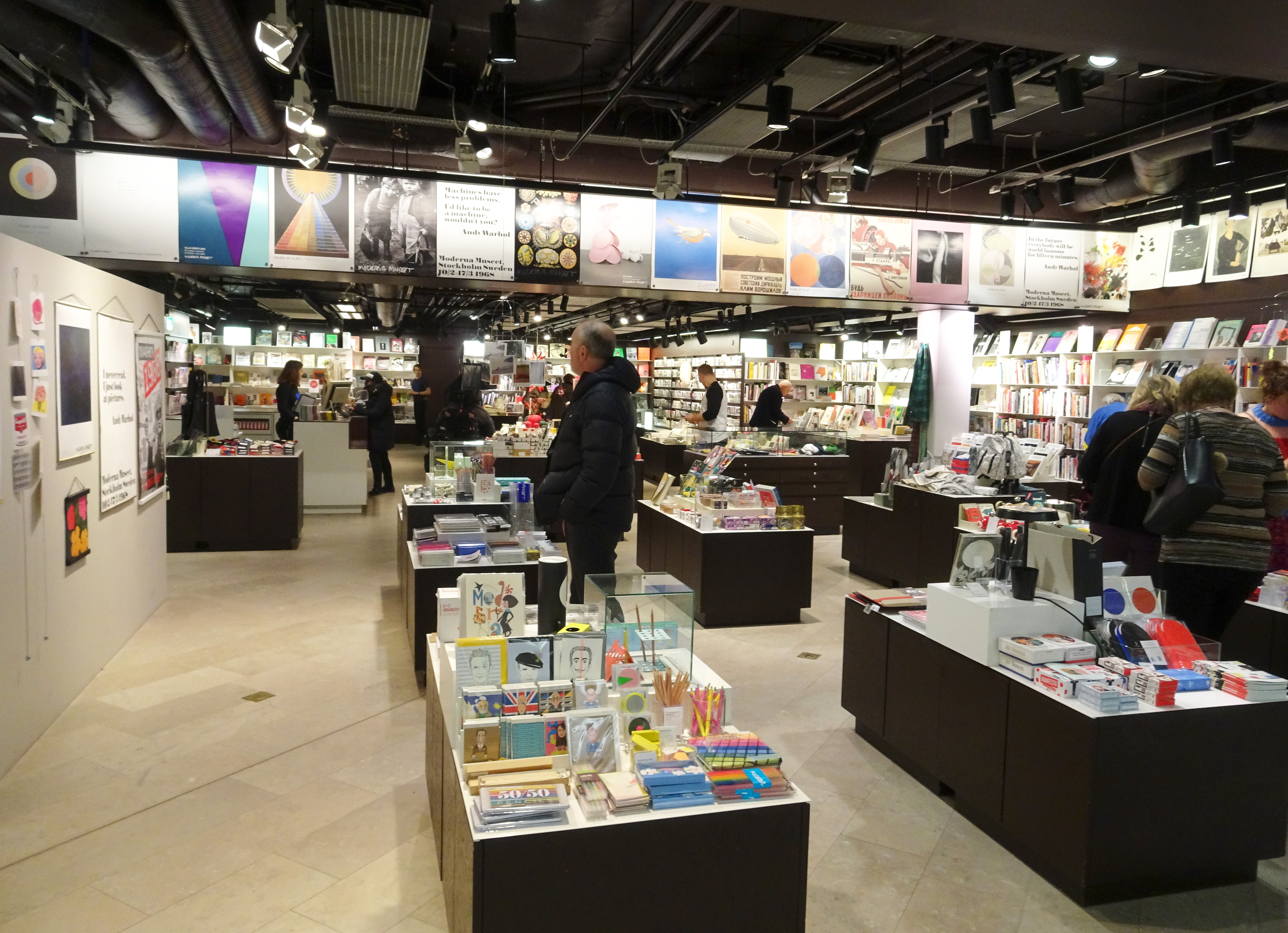
Museishop.

## Samlingarna
Se även Kategori:Konstverk på Moderna museet.
År 2020 deponerades digitala kopior av samlingarna på Arctic World Archive.

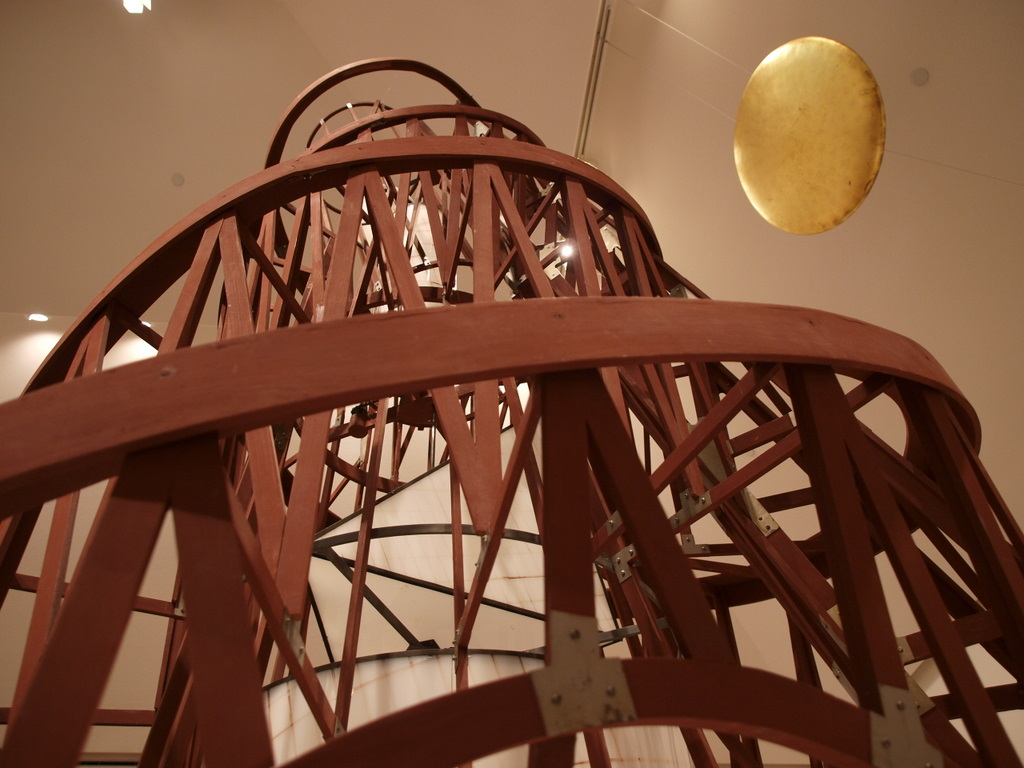
Monument för den tredje internationalen av Vladimir Tatlin
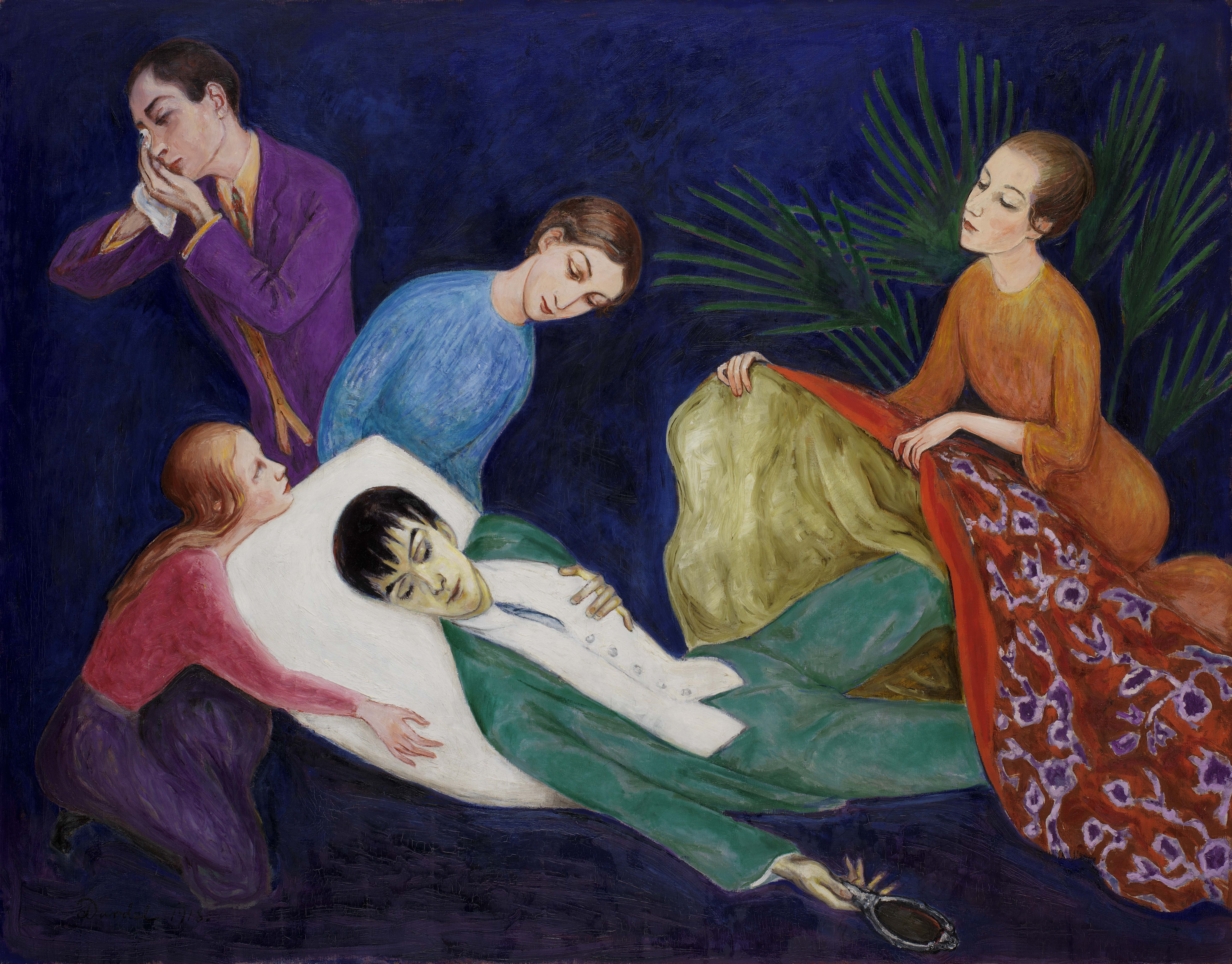
Den döende dandyn av Nils von Dardel.
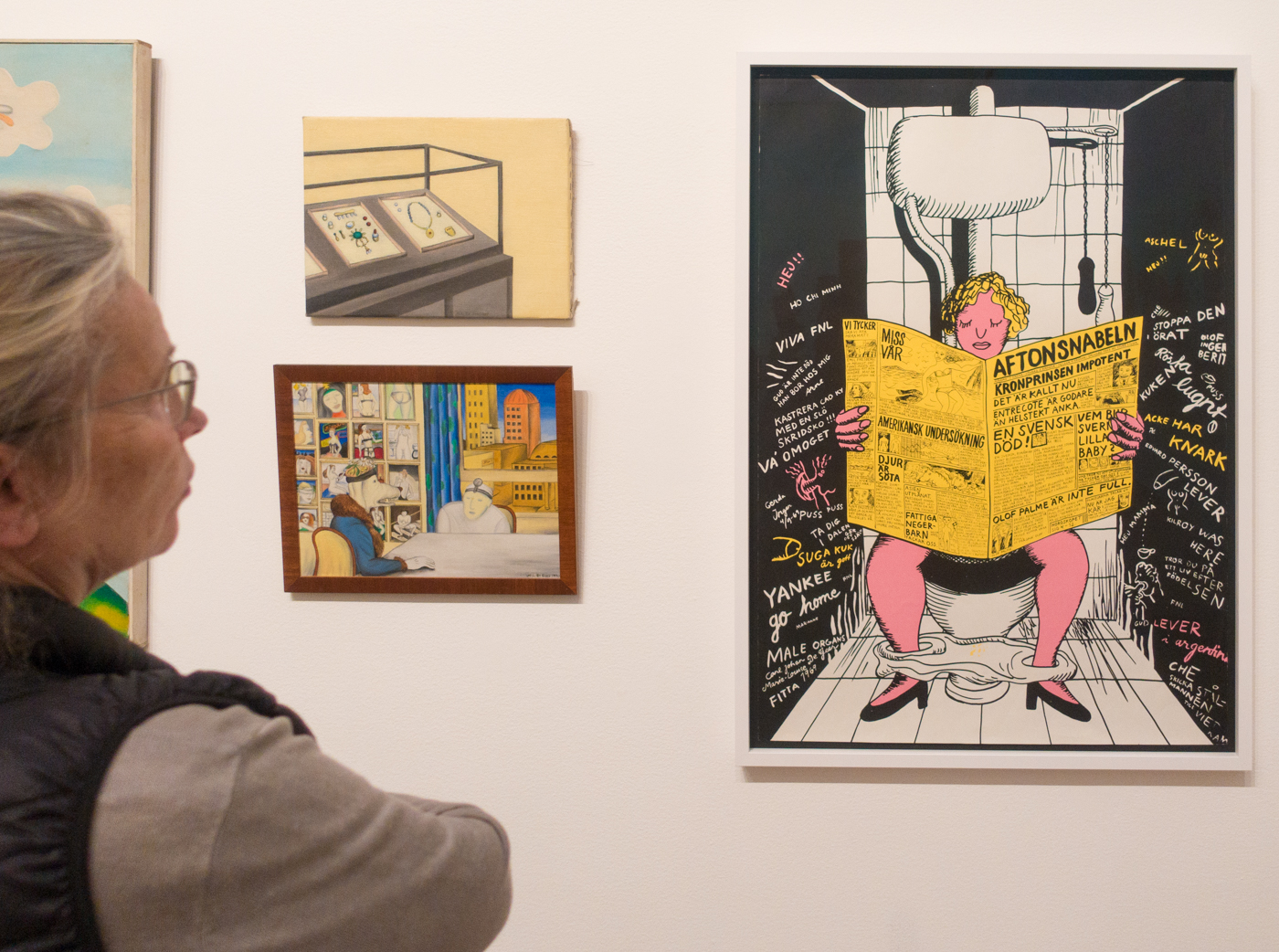
Marie-Louise Ekmans retrospektiv 2017.

## Skulpturpark
Huvudartikel:Skulpturparken vid Moderna museet
Utanför museet finns en skulpturpark med verk bland annat av Alexander Calder och Niki de Saint Phalle.

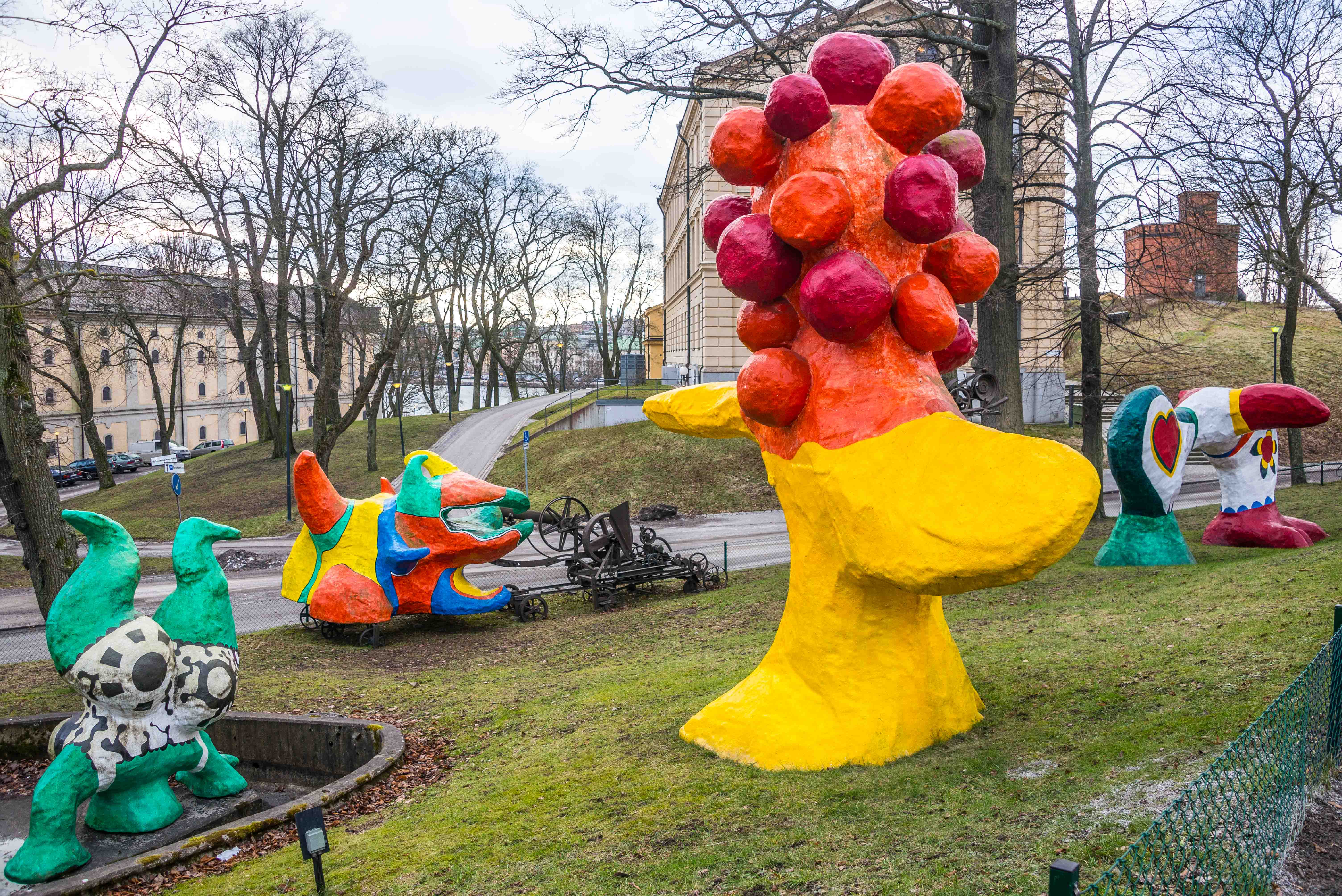
Paradiset av Niki de Saint Phalle (utomhus).
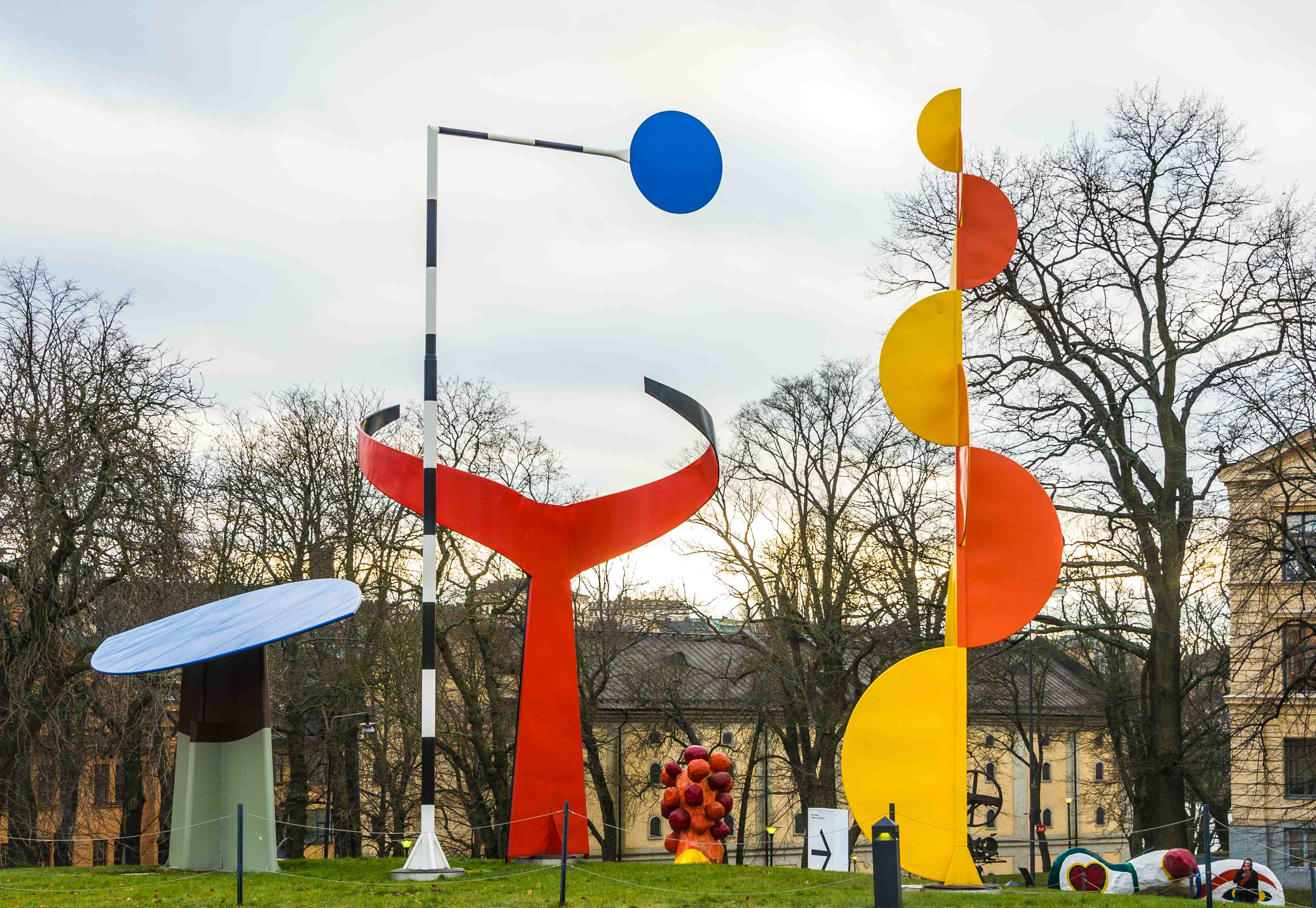
De fyra elementen av Alexander Calder (utomhus).

## Chefer

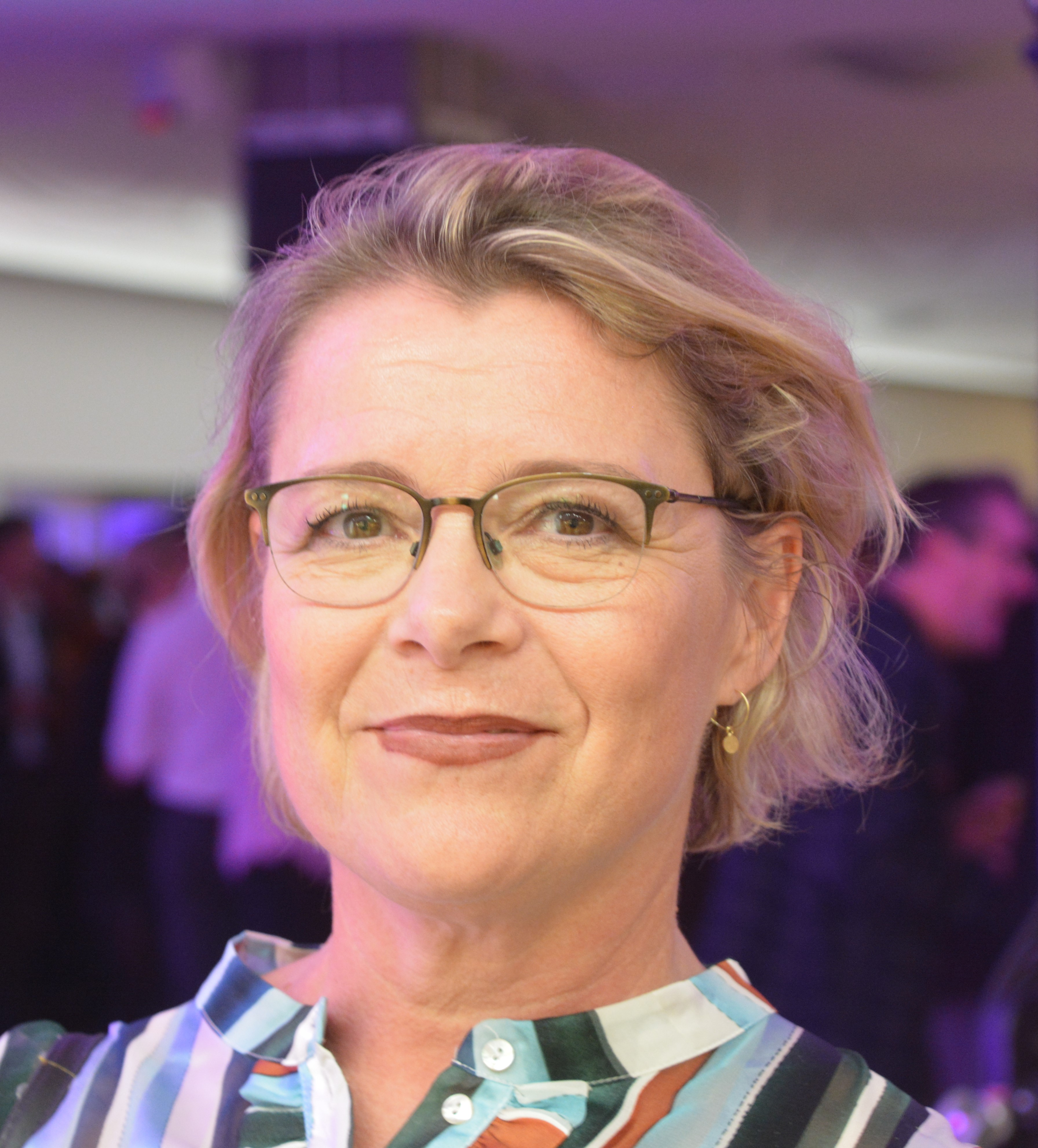
Gitte Ørskou tillträdde i september 2019 som överintendent och chef för Moderna museet.

- Otte Sköld 1958 (tillika chef för Nationalmuseum)
- Bo Wennberg 1959–1960
- Pontus Hultén 1960–1973
- Philip von Schantz 1973–1977
- Karin Lindegren 1977–1979
- Olle Granath 1980–1989
- Björn Springfeldt 1989–1995
- David Elliott 1996–2001
- Lars Nittve 2001–2010
- Daniel Birnbaum november 2010–2018
- Ann-Sofi Noring (tillförordnad) 2018–2019
- Gitte Ørskou september 2019–[9]

## Moderna museet Malmö

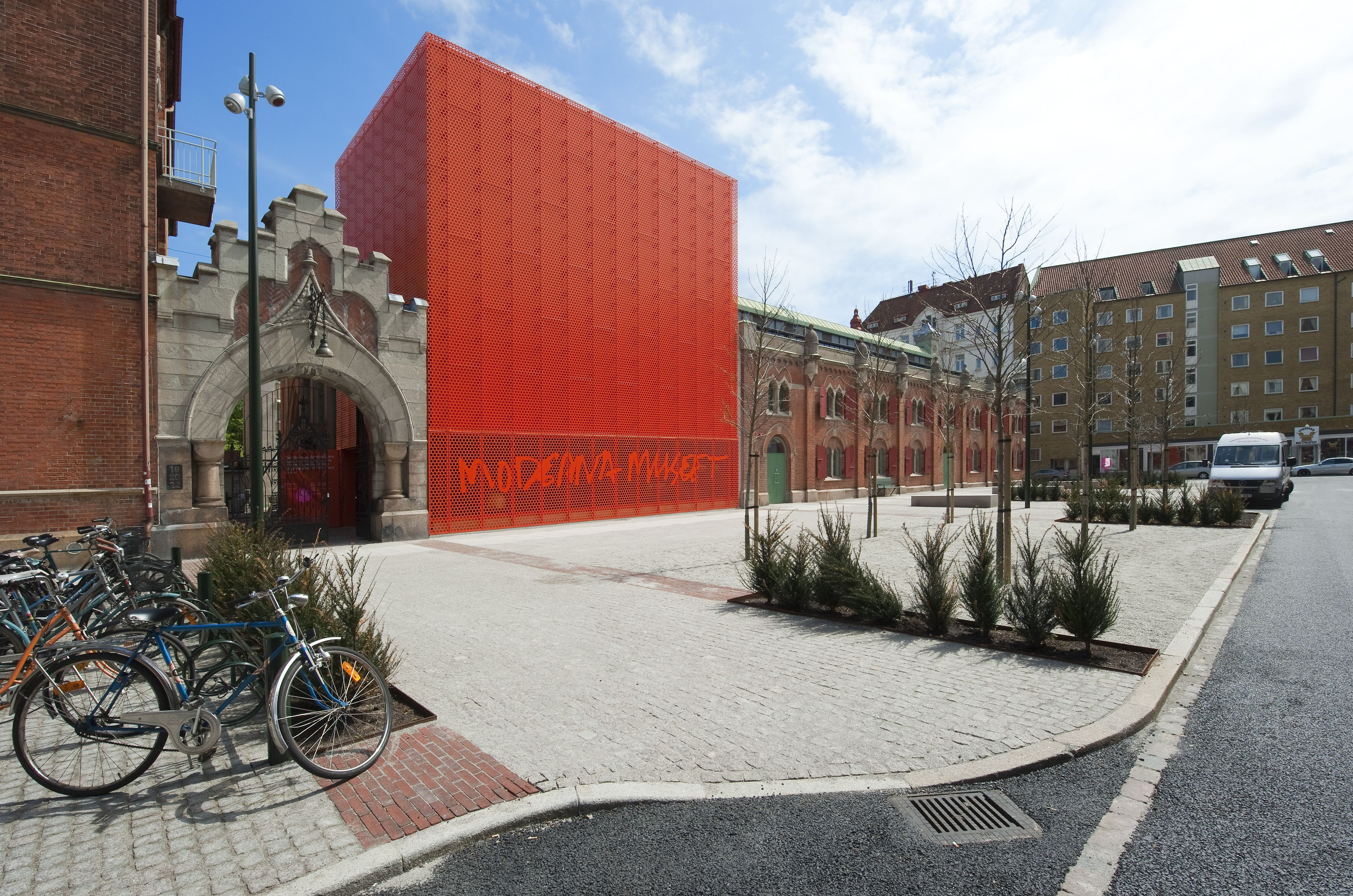
Moderna Museet i Malmö.

I december 2009 öppnade Moderna museet en filial i Malmö i tidigare Rooseums lokaler.